# Vlaams Sportjuweel
Het Vlaams sportjuweel is een onderscheiding die wordt toegekend door de Vlaamse overheid aan een Vlaamse sporter die in de loop van het jaar een opmerkelijke prestatie leverde of een uitzonderlijke loopbaan afsloot. Men kan deze prijs slechts eenmaal in het leven winnen.
In 2008 ging de prijs naar Kenny De Ketele en Iljo Keisse. Keisse werd echter vlak voor de uitreiking op doping betrapt en van de lijst geschrapt. Achteraf werd hij vrijgesproken van het dopinggebruik, maar tot op heden is hij nog niet terug op de lijst gerehabiliteerd. In 2012 werd de prijs voor de eerste keer (effectief) uitgereikt aan twee laureaten. Beide presteerden uitzonderlijk in hun vakgebied en zetten hun sport terug op de kaart. Daarom kregen ze samen met het Vlaams Sportjuweel ook de Vlaamse Prijs voor Sportverdienste.

## Erelijst
| Jaar | Winnaar                         | Discipline              |
| ---- | ------------------------------- | ----------------------- |
| 2024 | Bashir Abdi                     | Atletiek                |
| 2023 | Lotte Kopecky                   | Wielrennen              |
| 2022 | Remco Evenepoel                 | Wielrennen              |
| 2021 | Belgische hockeyploeg (mannen)  | Hockey                  |
| 2020 | niet uitgereikt                 | niet uitgereikt         |
| 2019 | Emma Meesseman                  | basketbal               |
| 2018 | Nina Derwael                    | turnen                  |
| 2017 | Seppe Smits                     | snowboarden             |
| 2016 | Peter Genyn                     | rolstoelsprint          |
| 2015 | Jaouad Achab                    | taekwondo               |
| 2014 | Bart Swings                     | inlineskaten, schaatsen |
| 2013 | Frederik Van Lierde             | triatlon                |
| 2012 | Hans Van AlphenMarieke Vervoort | atletiek                |
| 2011 | Evi Van Acker                   | zeilen                  |
| 2010 | Cédric Van Branteghem           | atletiek                |
| 2009 | Tom Goegebuer                   | gewichtheffen           |
| 2008 | Kenny De Ketele                 | ploegkoers              |
| 2007 | estafetteploeg 4x100m dames     | atletiek                |
| 2006 | Tia Hellebaut                   | hoogspringen            |
| 2005 | Kathleen Smet                   | triatlon                |
| 2004 | Gino De Keersmaeker             | discuswerpen            |
| 2003 | Benny Vansteelant               | duatlon                 |
| 2002 | Kim Gevaert                     | atletiek                |
| 2001 | Kim Clijsters                   | tennis                  |
| 2000 | Filip Meirhaeghe                | mountainbike            |
| 1999 | Marleen Renders                 | atletiek                |
| 1998 | Sven Nys                        | veldrijden              |
| 1997 | Stefan Everts                   | motorcross              |
| 1996 | Luc Van Lierde                  | triatlon                |
| 1995 | Frédérik Deburghgraeve          | zwemmen                 |
| 1994 | Brigitte Becue                  | zwemmen                 |
| 1993 | Gella Vandecaveye               | judo                    |
| 1992 | Annelies Bredael                | roeien                  |
| 1991 | Sabine Appelmans                | tennis                  |
| 1990 | Ulla Werbrouck                  | judo                    |
| 1989 | niet uitgereikt                 | niet uitgereikt         |
| 1988 | Robert Van de Walle             | judo                    |
| 1987 | Wim Van Belleghem               | roeien                  |
| 1986 | William Van Dijck               | atletiek                |
| 1985 | niet uitgereikt                 | niet uitgereikt         |
| 1984 | Ingrid Berghmans                | judo                    |
| 1983 | Eddy Annys                      | hoogspringen            |
| 1982 | Annie Lambrechts                | rolschaatsen            |